# Хеллер, Дин
Дин Артур Хеллер (англ. Dean Arthur Heller; 10 мая 1960, Кастро-Валли, Калифорния) — американский политик-республиканец, сенатор США от Невады (2011—2019)
Учился в Carson High School в Карсон-Сити. В 1985 году окончил Университет Южной Калифорнии, после чего работал биржевым брокером, а также брокером/трейдером на Тихоокеанской бирже с 1983 по 1988 гг. С 1988 по 1990 гг. — в офисе государственного казначея Невады.
С 1990 по 1994 гг. он входил в Ассамблею Невады, в 1995 по 2007 гг. был секретарем штата Невада. Член Палаты представителей США с 2007 по 2011 гг.
Женат, имеет четверых детей. Он является членом Церкви Иисуса Христа Святых последних дней.